# وارزه
شهر  وارزه (به ایتالیایی: Varese) با جمعیت ۸۲٬۰۳۷ نفر  در استان وارزه در شمال غربی ناحیه لمباردی در شمال کشور ایتالیا در ۵۵ کیلومتری شهر میلان واقع شده‌است. جوزپه گاریبالدی، مبارز و استقلال‌طلب ایتالیایی در ۱۸۵۹ با نیروهای اتریشی به فرماندهی فیلد مارشال کارل بارون اوربان در نزدیکی وارزه روبرو شد.